# Lista de doutores honoris causa da Universidade de Brasília
Esta lista objetiva reunir os doutores e doutoras honoris causa da Universidade de Brasília (UnB).
| Ano  | Nacionalidade  | Nome                            | Atividade                                                                                              | Ref.   |
| ---- | -------------- | ------------------------------- | --- | ------ |
| 2023 | Estados Unidos | William G. Kaelin Junior        | Cientista e ganhador do Prêmio Nobel em Medicina                                                       | [ 2 ]  |
| 2022 | Espanha        | Antonio Ibañez Ruiz             | Professor, engenheiro e ex-reitor da UnB                                                               | [ 3 ]  |
| 2022 | Brasil         | Aparecida Sueli Carneiro Jacoel | Filósofa, escritora e ativista antirracista                                                            | [ 4 ]  |
| 2022 | Brasil         | Henrique Sarmento Malvar        | Professor                                                                                              |        |
| 2021 | Brasil         | Ailton Alves Lacerda Krenak     | Escritor, pesquisador, ambientalista e líder indígena                                                  | [ 5 ]  |
| 2020 | Estados Unidos | Randy Wayne Schekman            | Professor, cientista e ganhador do Prêmio Nobel em Medicina                                            | [ 6 ]  |
| 2020 | Estados Unidos | Thomas Sargent                  | Economista                                                                                             | [ 1 ]  |
| 2019 | Suíça Brasil   | Claudia Andujar                 | Fotógrafa humanista e ativista                                                                         | [ 7 ]  |
| 2019 | Estados Unidos | Avram Noam Chomsky              | Professor                                                                                              | [ 8 ]  |
| 2019 | Escócia        | James Fraser Stoddart           | Professor, Nobel de Química                                                                            | [ 9 ]  |
| 2018 | Brasil         | João Claudio Todorov            | psicólogo, pesquisador e um dos fundadores da Associação dos Docentes pela UnB                         |        |
| 2018 | Brasil         | Marilena de Souza Chaui         | Professora                                                                                             | [ 10 ] |
| 2007 | Brasil         | Cláudio Santoro                 | músico, maestro e fundador do Departamento de Música da UnB                                            |        |
| 2017 | Brasil         | Enilde Faulstich                | professora do departamento de linguística da UnB                                                       | [ 11 ] |
| 2017 | Israel         | Aaron Ciechanover               | Professor, Nobel de Química                                                                            | [ 12 ] |
| 2006 | Brasil         | Abdias do Nascimento            | jornalista, artista plástico e militante negro                                                         |        |
| 1966 | Portugal       | Adriano Moreira                 | político português                                                                                     |        |
| 1970 | Polónia        | Albert Sabin                    | criador da vacina contra Poliomielite, vencedor do Prêmio Nobel de Medicina                            |        |
| 2000 | Brasil         | Anísio Teixeira                 | educador, fundador e ex-reitor UnB                                                                     |        |
| 1999 | Brasil         | Athos Bulcão                    | artista plástico                                                                                       |        |
| 2012 | Portugal       | Boaventura de Sousa Santos      | sociólogo autor de A Crítica da Razão Indolente                                                        |        |
| 1998 | Índia          | Calyampudi Radhakrishna Rao     | estatistico indiano                                                                                    |        |
| 2000 | Brasil         | Carolina Martuscelli Bori       | fundadora do Instituto de Psicologia da UnB                                                            |        |
| 2002 | Brasil         | Cassiano Nunes                  | escritor                                                                                               |        |
| 2007 | Roménia        | Serge Moscovici                 | psicólogo romeno                                                                                       |        |
| 1981 | Estados Unidos | Theodore Martin Hesburgh        | ex-reitor da Universidade Notre Dame(EUA)                                                              |        |
| 1988 | Áustria        | Viktor Frankl                   | criador da logoterapia                                                                                 |        |
| 2002 | Brasil         | William Saad Hossne             | médico e sanitarista                                                                                   |        |
| 1991 | Brasil         | Celso Furtado                   | economista                                                                                             |        |
| 1964 | França         | Charles de Gaulle               | ex-presidente da França (1959-1969)                                                                    |        |
| 1999 | China          | Dalai Lama                      | líder espiritual do Tibet                                                                              |        |
| 1994 | Brasil         | Darcy Ribeiro                   | antropólogo fundador da UnB                                                                            |        |
| 1998 | Itália         | Giovanni Berlinguer             | médico sanitarista italiano                                                                            |        |
| 2009 | Estados Unidos | Immanuel Wallerstein            | sociólogo norte-americano                                                                              |        |
| 2005 | Inglaterra     | James Alexander Ratter          | botânico britânico                                                                                     |        |
| 1998 | Brasil         | Jorge Amado                     | escritor                                                                                               |        |
| 1980 | México         | José López Portillo             | ex-presidente do México                                                                                |        |
| 2000 | Brasil         | José Mindlin                    | ex-secretário de Cultura, Ciência e Tecnologia do Estado de São Paulo, ex-presidente da Fundação Vitae |        |
| 1997 | Portugal       | José Saramago                   | escritor português vencedor do Prêmio Nobel de Literatura                                              |        |
| 1983 | Espanha        | Juan Carlos I                   | rei da Espanha                                                                                         |        |
| 1986 | Uruguai        | Julio María Sanguinetti         | ex-presidente do Uruguai                                                                               |        |
| 1988 | Brasil         | Liberato João Affonso Didio     | médico                                                                                                 |        |
| 1989 | Brasil         | Lucio Costa                     | arquiteto e urbanista, criador de Brasília                                                             |        |
| 2000 | Brasil         | Lygia Fagundes Telles           | escritora                                                                                              |        |
| 1999 | Brasil         | Milton Santos                   | geógrafo                                                                                               |        |
| 2006 | Chile          | Michelle Bachelet               | ex-presidente do Chile e diretora-geral da ONU Mulher                                                  |        |
| 1990 | África do Sul  | Nelson Mandela                  | ex-presidente e líder político da África do Sul, vencedor do Prêmio Nobel da Paz                       |        |
| 2010 | Brasil         | Nilza Eigenheer Bertoni         | matemática                                                                                             |        |
| 1989 | Brasil         | Oscar Niemeyer                  | arquiteto                                                                                              |        |
| 1999 | Brasil         | Paulo Evaristo Arns             | arcebispo emérito de São Paulo                                                                         |        |
| 2011 | Brasil         | Paulo Freire                    | educador                                                                                               |        |
| 2005 | Alemanha       | Peter Häberle                   | Jurista                                                                                                |        |
| 1986 | Argentina      | Raul Alfonsin                   | ex-presidente da Argentina                                                                             |        |
| 2003 | Brasil         | Roberto Cardoso de Oliveira     | antropólogo                                                                                            |        |
| 1981 | Brasil         | Roberto Marinho                 | jornalista, fundador da Organizações Globo                                                             |        |
| 2005 | Brasil         | Roberto Salmeron                | físico do conselho do Prêmio Nobel                                                                     |        |
| 2012 | Rússia         | Rumen Borislavov Soyanov        | educador russo                                                                                         |        |
| 2019 | Moçambique     | Mia Couto                       | Escritor                                                                                               |        |